# あおぽん
あおぽん（1999年5月28日 - ）は、日本の女性タレント、グラビアモデル。本名は林葵。株式会社LVS所属。『nuts』専属モデル。

## 経歴
千葉県旭市出身。
2021年7月、第3回nuts専属モデルオーディションでグランプリを獲得。
2022年7月、RIZINガールに就任。

## 人物
- ソフトテニスが得意[1]。
- 趣味はアニメ鑑賞、コスプレ[3]。
- 2023年12月20日放送の『水曜日のダウンタウン』の企画「怪しい自称プロデューサーから『100万円払ったら水曜日のダウンタウンに出してあげるよ』と持ち掛けられ、ホントに払ったヤツがホントに出演できるホントドッキリ」に出演した際には「あおぽん」の名前がSNSでトレンド1位に浮上した[6][7]。

## 出演

### テレビ
- 水曜日のダウンタウン（2023年12月20日、TBS）
- 踊る!さんま御殿!!（2024年3月12日、日本テレビ）
- 今田耕司のネタバレMTG（2024年6月15日、讀賣テレビ）[8]
- ロンドンハーツ（2025年8月19日、テレビ朝日）「ナダル先生のタレント進路相談」

### ウェブテレビ
- シャッフルアイランド season3[9]
- ABEMA BOATRACE SPACE『クロちゃんとクルーちゃん2nd』（2023年4月7日 - 2024年3月29日、ABEMA）
- ABEMA BOATRACE COLORS『クロクルパレット』（2024年4月5日 - 2025年3月、ABEMA）
- ABEMA BOATRACE COLORS『ときめきファンファーレ』（2025年4月4日 - 、ABEMA)　- 田中れいなチーム